# Volta à Cidade do Funchal
A Volta à Cidade do Funchal é uma corrida anual noturna, de cerca de 6 km, realizada no dia 28 de dezembro, no Funchal, Madeira, Portugal desde 1959, sendo a mais antiga corrida de estrada de São Silvestre em Portugal e uma das mais antigas da Europa.
Esta volta é baseada na Corrida Internacional de São Silvestre, uma corrida de rua realizada desde 1925 na cidade de São Paulo, no Brasil, que deu origem a inúmeras outras corridas de Ano Novo. A Volta à Cidade do Funchal é um dos eventos anuais mais importantes da cidade na atualidade.
A corrida é organizada pela Associação de Atletismo da Região Autónoma da Madeira (AARAM), desde 1997. Não foi realizada pela primeira vez em 2020, devido a Pandemia de COVID-19 em Portugal.

## Vencedores
| Edições | Ano  | Vencedor Masculino   | País      | Tempo    | Vencedor Feminino  | País     | Tempo    | Ref           |
| ------- | ---- | -------------------- | --------- | -------- | ------------------ | -------- | -------- | ------------- |
| 1       | 1959 | Juvenal Freitas      | Portugal  |          | —                  | —        | —        |               |
| 2       | 1960 | Dias Santos          | Portugal  |          | —                  | —        | —        |               |
| 3       | 1961 | João de Freitas      | Portugal  |          | —                  | —        | —        |               |
| 4       | 1962 | Joel Pinto           | Portugal  |          | —                  | —        | —        |               |
| 5       | 1963 | Joel Pinto           | Portugal  |          | —                  | —        | —        |               |
| 6       | 1964 | João Pinto           | Portugal  |          | —                  | —        | —        |               |
| 7       | 1965 | Joel Pinto           | Portugal  |          | —                  | —        | —        |               |
| 8       | 1966 | José Rodrigues       | Portugal  |          | —                  | —        | —        |               |
| 9       | 1967 | Joel Pinto           | Portugal  |          | —                  | —        | —        |               |
| 10      | 1968 | Alvarino Mendonça    | Portugal  |          | —                  | —        | —        |               |
| 11      | 1969 | António Timóteo      | Portugal  |          | —                  | —        | —        |               |
| 12      | 1970 | Joachim Heike        | Alemanha  |          | —                  | —        | —        |               |
| 13      | 1971 | Américo Barros       | Portugal  |          | —                  | —        | —        |               |
| 14      | 1972 | Banjt Nasde          | Suécia    |          | —                  | —        | —        |               |
| 15      | 1973 | Aniceto Simões       | Portugal  |          | —                  | —        | —        |               |
| 16      | 1974 | Banjt Nasde          | Suécia    |          | —                  | —        | —        |               |
| 17      | 1975 | Haven Spik           | Finlândia |          | —                  | —        | —        |               |
| 18      | 1976 | Karl Fleschen        | Alemanha  |          | —                  | —        | —        |               |
| 19      | 1977 | Fernando Mamede      | Portugal  |          | —                  | —        | —        |               |
| 20      | 1978 | Jouni Kortelainen    | Finlândia |          | —                  | —        | —        |               |
| 21      | 1979 | Seppo Liuttu         | Finlândia |          | —                  | —        | —        |               |
| 22      | 1980 | Detlef Uhlemann      | Alemanha  |          | —                  | —        | —        |               |
| 23      | 1981 | Michael Spoettei     | Alemanha  |          | K. Hildenson       | Suécia   |          |               |
| 24      | 1982 | Carlos Lopes         | Portugal  |          | Aurora Cunha       | Portugal |          |               |
| 25      | 1983 | Carlos Lopes         | Portugal  |          | Conceição Ferreira | Portugal |          |               |
| 26      | 1984 | José Frias           | Portugal  |          | Sílvia Abreu       | Portugal |          |               |
| 27      | 1985 | José Frias           | Portugal  |          | Sílvia Abreu       | Portugal |          |               |
| 28      | 1986 | Nené Carreira        | Portugal  |          | Maria José Pereira | Portugal |          |               |
| 29      | 1987 | José Teixeira        | Portugal  |          | Amélia Araújo      | Portugal |          |               |
| 30      | 1988 | José Teixeira        | Portugal  |          | Amélia Araújo      | Portugal |          |               |
| 31      | 1989 | José Regalo          | Portugal  |          | Amélia Araújo      | Portugal |          |               |
| 32      | 1990 | António Monteiro     | Portugal  |          | Dores Leal         | Portugal |          |               |
| 33      | 1991 | José Moreira         | Portugal  |          | Dores Leal         | Portugal |          |               |
| 34      | 1992 | Víctor Almeida       | Portugal  |          | Carla Sacramento   | Portugal |          |               |
| 35      | 1993 | Cândido Maia         | Portugal  |          | Ana Dias           | Portugal |          |               |
| 36      | 1994 | Carlos Monteiro      | Portugal  |          | Carla Sacramento   | Portugal |          |               |
| 37      | 1995 | Hélder Ornelas       | Portugal  |          | Lúcia Subano       | Quênia   |          |               |
| 38      | 1996 | Rui Borges           | Portugal  |          | Fernanda Marques   | Portugal |          |               |
| 39      | 1997 | José Regalo          | Portugal  |          | Fernanda Ribeiro   | Portugal |          |               |
| 40      | 1998 | Rui Silva            | Portugal  |          | Getenesh Urge      | Etiópia  |          |               |
| 41      | 1999 | Rui Silva            | Portugal  |          | Jeļena Prokopčuka  | Letônia  |          |               |
| 42      | 2000 | Rui Silva            | Portugal  |          | Fernanda Ribeiro   | Portugal |          |               |
| 43      | 2001 | Rui Silva            | Portugal  |          | Fernanda Ribeiro   | Portugal |          |               |
| 44      | 2002 | Rui Silva            | Portugal  |          | Fernanda Ribeiro   | Portugal |          |               |
| 45      | 2003 | Rui Silva            | Portugal  | 00:18:18 | Jeļena Prokopčuka  | Letônia  | 00:20:45 |               |
| 46      | 2004 | Sergey Lebid         | Ucrânia   | 00:15:56 | Jeļena Prokopčuka  | Letônia  | 00:18:09 |               |
| 47      | 2005 | Kiprono Menjo        | Quênia    | 00:16:07 | Fernanda Ribeiro   | Portugal | 00:18:39 |               |
| 48      | 2006 | Kiprono Menjo        | Quênia    | 00:16:18 | Jéssica Augusto    | Portugal | 00:18:37 |               |
| 49      | 2007 | Rui Silva            | Portugal  | 00:16:44 | Eunice Jepkorir    | Quênia   | 00:18:39 |               |
| 50      | 2008 | Kiprono Menjo        | Quênia    | 00:16:36 | Jéssica Augusto    | Portugal | 00:18:33 | [ 5 ]         |
| 51      | 2009 | Rui Pedro Silva      | Portugal  | 00:16:40 | Fernanda Ribeiro   | Portugal | 00:19:13 | [ 6 ]         |
| 52      | 2010 | Eduardo Mbengani     | Portugal  | 00:16:48 | Jéssica Augusto    | Portugal | 00:18:46 | [ 7 ]         |
| 53      | 2011 | José Rocha           | Portugal  | 00:17:13 | Rebecca Cheptegei  | Uganda   | 00:20:46 | [ 8 ]         |
| 54      | 2012 | José Rocha           | Portugal  | 00:16:06 | Nazret Weldu       | Eritreia | 00:19:37 | [ 9 ]         |
| 55      | 2013 | Antonio Abadía       | Espanha   | 00:16:44 | Joana Soares       | Portugal | 00:21:40 | [ 10 ]        |
| 56      | 2014 | Carlos Nieto         | Espanha   | 00:17:13 | Simret Restle      | Alemanha | 00:19:35 | [ 11 ]        |
| 57      | 2015 | Carlos Mayo          | Espanha   | 00:16:58 | Almensh Belete     | Bélgica  | 00:19:50 | [ 12 ]        |
| 58      | 2016 | Antonio Abadía       | Espanha   | 00:17:09 | Inês Monteiro      | Portugal | 00:19:08 | [ 13 ]        |
| 59      | 2017 | Yemane Haileselassie | Eritreia  | 00:16:29 | Inês Monteiro      | Portugal | 00:19:12 | [ 14 ]        |
| 60      | 2018 | Antonio Abadía       | Espanha   |          | Cátia Santos       | Portugal |          |               |
| 61      | 2019 | Antonio Abadía       | Espanha   |          | María José Pérez   | Espanha  |          | [ 15 ] [ 16 ] |
| 62      | 2021 | Rui Pinto            | Portugal  |          | Joana Soares       | Portugal |          | [ 17 ] [ 18 ] |
| 63      | 2022 | Rui Pinto            | Portugal  |          | Joana Soares       | Portugal |          | [ 15 ] [ 16 ] |